# A vámpír árnyéka
A vámpír árnyéka (angolul: Shadow of the Vampire) egy amerikai független szatirikus horrorfilm E. Elias Merhige rendezésében. A produkció 2000-ben debütált a cannes-i filmfesztiválon, és az 1922-ben bemutatott Nosferatu című némafilmen alapszik, aminek forgatási körülményeit teljesen kiszínezték. Az alapötlet a főszereplő színész kilétét keltette gyanakvás, ami a stábtagokban egyre jobban gyűrűződik. A produkció főszerepét John Malkovich és Willem Dafoe alakítja. Két Oscar-díjra jelölték a filmet legjobb smink és legjobb férfi mellékszereplő kategóriában. 

## Cselekmény
1921-ben megkezdődik a Nosferatu forgatása, ami a Drakula regény nyomán készül. A rendező, Murnau, titokban tartja a stáb előtt, hogy kit választott a vámpír Orlok gróf szerepére. Az egyik főszereplő, Gustav, avatja be őket, hogy egy különc német színészt választottak, aki csak karakterben kisminkelve fog mutatkozni előttük, és éjszaka fog forgatni. 
Murnau Csehországba viszi a stábot egy kis kocsmába, ahonnan eltávolítják a kereszteket, Wolfgang, az operatőr, pedig furcsa transzba esik. Gustav talál egy palack vért az ellátmányuk között, valaki pedig egy ketrecbe zárt görényt szállít az éjszakába. Murnau egy közeli szlovák kastélyba viszi a színészeket, és itt találkoznak először Schreckkel, aki a grófot alakítja. Látványa és viselkedése lenyűgözi és elborzasztja őket. Murnau később bevallja a producer Graunak, hogy a színészt a kastélyban találta. A jelenet felvétele után Wolfgang, az operatőr, összeesik, Murnau pedig kénytelen Berlinbe utazni, hogy helyettesítést találjon. 
Távollétében Grau, a producer és Galeen, a forgatókönyvíró beszélgetnek Schreckkel, aki még mindig karakterben van. Az iszogatásuk közben Schreck elkap egy denevért, és kegyetlenül kiszívja a vérét. Később Schreck megtámad és megöl egy stábtagot. A forgatás következő helyszíne Heligoland szigete, ahol az utolsó jelenetek következnek. Murnau itt árulja el Graunak és az új operatőrnek, Wagnernek, hogy Schreck igazából vámpír, és a főszereplő hölgy, Greta vére kell neki. A két férfi rájön, hogy a szigeten csapdában vannak, ezért laudanumot tesznek Greta italába. 
Schreck jelenete következik Gretával, de a vérében lévő szer elaltatja. A két férfi be akarja ereszteni a hajnali fényt, hogy elpusztítsák Schrecket, de az ajtó nem nyílik ki, mert valaki megrongálta az emelőrendszert. Sarokba szorítva a két férfi inkább támadásba lendül, de Schreck mindkettejükkel végez. Murnau ezalatt újraindította a kamerát, és őrült módon folytatja a forgatást, megkéri Schrecket, hogy menjen vissza Gretához. Murnau további felvételeket készít a táplálkozó vámpírról, mikor a stáb többi tagjának sikerül kintről kinyitnia az ajtót. 
Schreck a beáradó napfénytől megsemmisül, Murnau pedig megszállottan csapót kér a filmre, és nyugodtan kijelenti, hogy elkészült a film.

## Szereplők
| Színész             | Szerep         | Magyar hangja          |
| ------------------- | -------------- | ---------------------- |
| John Malkovich      | Murnau         | Epres Attila           |
| Willem Dafoe        | Max Schreck    | Sörös Sándor           |
| Udo Kier            | Grau           | Rosta Sándor           |
| Catherine McCormack | Greta Schröder | Tallós Rita            |
| Cary Elwes          | Wagner         | Dózsa Zoltán           |
| Eddie Izzard        | Gustav         | Görög László           |
| Aden Gillett        | Galeen         | Sinkovits-Vitay András |
| Nicholas Elliott    | Paul           | n.a                    |
| Ronan Vibert        | Muller         | Fekete Zoltán          |
| Sophie Langevin     | Elke           | n.a                    |
| Myriam Muller       | Maria          | n.a                    |

## Kritika
A film 81%-os mutatót ért el a Rotten Tomatoeson 140 vélemény alapján. Egyesek bírálták a történet előrehaladásának lassúságát, és a színészek dialógusait, többen dicsérték az alapötlet eredetiségét.
„Ez egy gondosan megmunkált kuriózum, amely szerint […] Murnau fausti paktumot kötött egy valódi vámpírral, hogy játssza el a címszerepet, cserébe a film főszereplőnőjének nyakáért a forgatás végén.“ – írja Todd McCarthy a Variety-től.

## Fontosabb díjak és jelölések
| Esemény                     | Díj                     | Kategória                                                          | Eredmény |
| --------------------------- | ----------------------- | ------------------------------------------------------------------ | -------- |
| 58. Golden Globe-gála       | Golden Globe-díj        | legjobb férfi mellékszereplő – Willem Dafoe                        | Jelölve  |
| 73. Oscar-gála              | Oscar-díj               | legjobb férfi mellékszereplő – Willem Dafoe                        | Jelölve  |
| 73. Oscar-gála              | Oscar-díj               | legjobb smink – Ann Buchanan, Amber Sibley                         | Jelölve  |
| 7. Screen Actors Guild-gála | Screen Actors Guild-díj | legjobb férfi mellékszereplő – Willem Dafoe                        | Jelölve  |
| 27. Szaturnusz-gála         | Szaturnusz-díj          | legjobb férfi mellékszereplő – Willem Dafoe                        | Elnyerte |
| 27. Szaturnusz-gála         | Szaturnusz-díj          | különdíj: Murnau Nosferatu című némafilm feldolgozásának ötletéért | Elnyerte |
| 27. Szaturnusz-gála         | Szaturnusz-díj          | legjobb jelmez – Caroline de Vivaise                               | Jelölve  |
| 27. Szaturnusz-gála         | Szaturnusz-díj          | legjobb smink – Ann Buchanan, Amber Sibley                         | Jelölve  |